# Chminianska Nová Ves
Chminianska Nová Ves je obec na Slovensku v okrese Prešov. Žije zde přibližně 1 300 obyvatel. První písemná zmínka o obci pochází z roku 1248.